# Københavns Universitetshospital
Københavns Universitetshospital er et samarbejde mellem Det Sundhedsvidenskabelige Fakultet ved Københavns Universitet, hospitalerne i Region Hovedstaden (herunder Rigshospitalet) og Region Sjælland samt Steno Diabetes Center, der er associeret medlem.
Som universitetshospital kombinerer man hospitalsfunktioner med uddannelsen af sundhedspersonale. I modsætning til andre universitetshospitaler, f.eks. Odense Universitetshospital, er der altså ikke tale om en institution under ét tag.
Københavns Universitetshospital blev etableret i 1995 og varetager uddannelse af almene læger, tandlæger og humanbiologistuderende og driver samtidig klinisk forskning. Formålet er at optimere og videreudvikle samarbejdet om de universitære funktioner i hovedstadens sygehuse. Samarbejdet varetages af et samordningsudvalg.
Københavns Universitetshospitals administration har til huse på Panum Instituttet.